# José Paul
Pour les articles homonymes, voir Paul.
José Paul est un acteur et metteur en scène français.

## Biographie
José Paul a été élevé dans une famille de tradition artistique (musique et chant) en banlieue parisienne. A l'âge de 7 ans, il découvre sa passion pour le théâtre grâce à sa tante qui l'emmène voir Ruy Blas. Il a participé à l'émission La Classe où il jouait des sketches en duo avec Alain Goison. Il a joué dans des séries dont 25 épisodes de Les Cordier, juge et flic et dans des films dont Deux jours à tuer. Il a également joué dans plusieurs pièces de théâtre dont : Un fil à la patte, Colombe, Accalmie Passagères, Les gagneurs. En 2023, il tient le rôle d'Arnaud dans Une idée géniale de Sébastien Castro, dont il assure la mise en scène avec Agnès Boury.

## Théâtre

### Comédien
- 1981: Des Bulles dans l'encrier de Robert Boudet, mise en scène de José Paul et Marc Pracca, Théâtre Les Blancs Manteaux[1]
- 1981 - 1989: Les sacrés montres de Roland Dubillard mise en scène de José Paul et Alain Goison, Théâtre Les Blancs Manteaux
- 1985 - 1987: L'Etoffe des blaireaux de François Martelliere, mise en scène de José Paul , Théâtre Les Blancs Manteaux
- 1987  - 1988: 4 pièces en 1 acte de Sacha Guitry mise en scène de José Paul, Théâtre Les Blancs Manteaux
- 1991: On fait çà pour l'argent de José Paul et Alain Goison, mise en scène de Patricia Levrey, Théâtre Les Blancs Manteaux
- 1991 : Magic Palace de Pierre Barillet et Jean-Pierre Gredy, mise en scène Gérard Caillaud, Théâtre des Mathurins
- 1996 : Colombe de Jean Anouilh, mise en scène Michel Fagadau, Comédie des Champs-Élysées
- 1997 : Accalmies passagères de Xavier Daugreilh, mise en scène Alain Sachs, Théâtre La Bruyère
- 1999 : Un fil à la patte de Georges Feydeau, mise en scène Alain Sachs, Théâtre de la Porte-Saint-Martin
- 2002 : Un petit jeu sans conséquence de Jean Dell et Gérald Sibleyras, mise en scène Stéphane Hillel, Théâtre La Bruyère
- 2004 : Si j'étais diplômate d'Allen Lewis Rickman et Karl Tiedemann, mise en scène Alain Sachs, Théâtre Tristan-Bernard
- 2005 : La Locandiera de Carlo Goldoni, mise en scène Alain Sachs, Théâtre Antoine
- 2007 : Un fil à la patte de Georges Feydeau, mise en scène Alain Sachs, Théâtre de Paris
- 2008 : Sans mentir de Xavier Daugreilh, mise en scène José Paul, Théâtre Tristan-Bernard
- 2008 : L'Emmerdeur de Francis Veber, Comédie avec Richard Berry et Patrick Timsit
- 2009 : L'Illusion conjugale d'Éric Assous, mise en scène Jean-Luc Moreau, Théâtre de l'Œuvre
- 2010 : L'Illusion conjugale d'Éric Assous, mise en scène Jean-Luc Moreau, Théâtre Tristan-Bernard
- 2011 : L'Illusion conjugale d'Éric Assous, mise en scène Jean-Luc Moreau, Théâtre de l'Œuvre
- 2011 : Les Conjoints d'Éric Assous, mise en scène Jean-Luc Moreau, Théâtre Tristan-Bernard
- 2013 : À flanc de colline de Benoît Moret, mise en scène Julien Sibre, Théâtre Tristan Bernard
- 2014 : Le Dîner de cons de Francis Veber, mise en scène Agnès Boury, Théâtre de la Michodière
- 2015 : Tailleur pour dames de Georges Feydeau, mise en scène Agnès Boury, Théâtre Montparnasse
- 2015 : Mes parents sont des enfants comme les autres de et mise en scène Renaud Meyer, Théâtre Saint-Georges
- 2016 : Maris et Femmes de Woody Allen, mise en scène Stéphane Hillel, Théâtre de Paris
- 2019 : 2+2 de Cyril Gély et Éric Rouquette, mise en scène Jeoffrey Bourdenet, Théâtre Tristan Bernard
- 2022 : Une idée géniale de Sébastien Castro, mise en scène José Paul et Agnès Boury, Théâtre Michel

### Metteur en scène
- 1988 : Un éléphant dans le jardin d'Éric Westphal, Petits Mathurins
- 1988 : Le Minotaure de Marcel Aymé, Petits Mathurins
- 2003 : L'amour est enfant de salaud d'Alan Ayckbourn, théâtre Tristan-Bernard
- 2007 : Chocolat Piment de Christine Reverho, mise en scène avec Agnès Boury, théâtre La Bruyère
- 2007 : L'Un dans l'autre de Marc Fayet, mise en scène avec Stéphane Cottin, théâtre de Paris
- 2008 : Sans mentir de Xavier Daugreilh, mise en scène avec Stéphane Cottin, théâtre Tristan-Bernard
- 2009 : Mais n’te promène donc pas toute nue ! et Feu la mère de Madame de Georges Feydeau, théâtre de Paris
- 2009 : Qui est M. Schmitt ? de Sébastien Thiéry, mise en scène avec Stéphane Cottin, théâtre de la Madeleine
- 2010 : Le Gai Mariage de Gérard Bitton et Michel Munz, mise en scène avec Agnès Boury, théâtre des Nouveautés
- 2011 : Entre deux ils d'Isabelle Cote, mise en scène avec Agnès Boury, théâtre de l'Œuvre
- 2012 : L'Étudiante et Monsieur Henri d'Ivan Calbérac, théâtre de Paris
- 2015 : Un avenir radieux de Gérald Sibleyras, théâtre de Paris
- 2017 : La Garçonnière de Billy Wilder et I. A. L. Diamond, théâtre de Paris
- 2017 : C'est encore mieux l'après-midi de Ray Cooney, adaptation Jean Poiret, théâtre Hébertot
- 2018 : Papa va bientôt rentrer de Jean Franco et Jean-Yves Roan, théâtre de Paris
- 2019 : 2 euros 20 de Marc Fayet, théâtre Actuel festival off d'Avignon
- 2019 : J’ai envie de toi de Sébastien Castro, Théâtre Fontaine
- 2021 : Times Square de Clément Koch, Théâtre de la Michodière (captation pour France 2)
- 2022-2024 : Berlin Berlin de Patrick Haudecoeur et Gérald Sibleyras
- 2024 : Mon Jour de chance de Patrick Haudecœur et Gérald Sibleyras, Paris, Théâtre Fontaine.

## Filmographie sélective

### Télévision
- 1995 : Quatre pour un loyer (TV series)
- 1996 : Sexy Zap (TV series) : Animateur (dans les séquences "Monsieur Discrait")
- 1996 : Le Crabe sur la banquette arrière de Jean-Pierre Vergne : L'auteur
- 1997 - 2003 : Les Cordier, juge et flic  (série TV) : Lambert -  20 épisodes
- 2006 : Camping Paradis – épisode : Pilote (série TV) : Benoît
- 2007 : La Locandiera, téléfilm de Patrick Czaplinski : Le marquis de Forlipopo
- 2007 : Joséphine, ange gardien – épisode : Profession menteur (TV série) : Jean-François
- 2007 : Femmes de loi – épisode : Pour le meilleur (série télévisée) : Jacques Brunet
- 2008 : Cellule Identité – épisode : Innocente (série TV) :  Jacques-Henri Daquin
- 2008 : Duval et Moretti – épisode : Une affaire de nez (série télévisée): Valloire
- 2008 : Une suite pour deux, téléfilm de Didier Albert : Directeur de l'hôtel
- 2008 : Ma sœur est moi, téléfilm de Didier Albert : Dr Constanza
- 2009 : Nous ne sommes pas des saints (série TV) : Dieu
- 2011 : Jeanne Devère, téléfilm de Marcel Bluwal : Jean
- 2014 : Rouge Sang : téléfilm de Xavier Durringer, Jaouen
- 2014 : Le Sang de la vigne (épisode : Massacre à la sulfateuse) : Bertrand Fournier
- 2022 : SAM (Saison 6) : Neurologue

### Cinéma
- 1973 : Le Magnifique de Philippe de Broca : Le fils de Merlin
- 2008 : L'emmerdeur de Francis Veber : Le photographe #1
- 2008 : Deux jours à tuer de Jean Becker : Thibault
- 2021 : Un tour chez ma fille d'Eric Lavaine : Le président
- 2022 : Les Volets verts de Jean Becker : réalisateur pub
- 2022 : Le Principal de Chad Chenouga : l'inspecteur d'académie

## Distinctions
- Molières 2004 : Nomination pour le Molière du metteur en scène pour L'amour est enfant de salaud
- Molières 2005 : Nomination pour le Molière du comédien dans un second rôle pour La Locandiera
- Molières 2006 : Nomination pour le Molière du metteur en scène pour La Sainte Catherine
- Molières 2007 : Nomination pour le Molière du metteur en scène pour Chocolat piment
- Molières 2010 : Nomination pour le Molière du comédien dans un second rôle pour L'Illusion conjugale
- Molières 2022 : Nomination pour le Molière du metteur en scène d'un spectacle de théâtre privé pour Berlin Berlin